# Marceli Galewski
Marceli (Alfred) Galewski lub też Alfred Marceli Galewski (ur. ok. 1900 w Łodzi, zm. 2 sierpnia 1943 w Treblince) – polski Żyd, inżynier, jeden z przywódców konspiracji i powstania w Treblince.

## Życiorys
Urodził się około 1900 roku w Łodzi. Wychował się w zamożnej, zasymilowanej rodzinie żydowskiej. Była absolwentem Politechniki Warszawskiej (inżynier elektryk). Był kapitanem Wojska Polskiego. W trakcie okupacji niemieckiej przebywał w getcie warszawskim. Był jednym z głównych pracowników warszawskiej centrali żydowskiej organizacji charytatywnej CENTOS. 
Z warszawskiego getta został deportowany do obozu zagłady w Treblince i tam po selekcji, skierowany do pracy i mianowany starszym obozu (Lagerälteste). Zimą 1942/1943 zachorował na tyfus i został zastąpiony przez Benjamina Rakowskiego. Po rozstrzelaniu Rakowskiego przez Niemców, na przełomie kwietnia i maja 1943 roku, Galewski powrócił na poprzednie stanowisko. Był członkiem tzw. Komitetu Organizacyjnego. Wskazywany jest jako jeden z przywódców obozowej konspiracji i organizatorów zbrojnego buntu więźniów. Był jednym z przywódców powstania w Treblince z 2 sierpnia 1943 roku.
Według relacji Abrahama Kolskiego miał zbiec z obozu w trakcie powstania i po przebyciu kilku kilometrów popełnić samobójstwo, stwierdziwszy, że nie jest zdolny do dalszej ucieczki.
W 1945 roku, w drugą rocznicę powstania w getcie warszawskim, gen. Michał Rola-Żymierski pośmiertnie odznaczył Marcelego Galewskiego i Juliana Chorążyckiego – Krzyżem Walecznych.

## Kontrowersje
Pochodzący z Łodzi, dr Stefan Galewski, twierdził po wojnie, że przywódcą powstania w Treblince był jego kuzyn Bernard Galewski, urodzony w Łodzi około 1900 roku i będący z zawodu inżynierem budownictwa. 